# 연오랑과 세오녀
연오랑과 세오녀(延烏郞 - 細烏女)는 《삼국유사》(권1, 〈기이〉1, 연오랑 세오녀) 및 《필원잡기》(권2)에 수록되어 전하는 설화이다. 원전은 고려 이전의 문헌인 《수이전》에 실려 있었다고 여겨지며, 태양신(太陽神)에 관한 한국의 신화로 일본 태양신 신화와의 비교연구가 주목되고 있다.

## 줄거리
신라 제8대 아달라왕 즉위 4년(157년) 동해(東海) 바닷가에 연오랑과 세오녀 부부가 살고 있었다.  어느날 연오랑이 미역을 따러 올라섰다,바위가 움직이더니 연오랑을 싣고 일본으로 가게 되었다. 연오랑을 본 일본 사람들은 그를 신이 보냈다고 여기고 왕으로 섬겼다.
세오녀는 남편을 찾다가 마찬가지로 바위에 실려 일본으로 가 서로 만나게 되었다. 그러자 신라에는 해와 달이 빛을 잃었고, 해와 달의 정기가 일본으로 건너갔다는 말에 따라 사신을 보내 두 사람을 청했으나, 연오랑은 "하늘의 뜻이라며 돌아 갈 수 없다" 하고 세오녀가 짠 고운 비단을 주며 "이것으로 제사를 지내라" 하였다. 그 말대로 제사를 지내니 다시 해와 달이 빛났다. 이때 제사를 지낸 곳이 영일현(迎日縣)이다.
연오와 세오의 이동으로 일월이 빛을 잃었다가, 세오의 비단 제사로 다시 광명을 회복하였다는 일월신화의 자취는 지금도 영일만에 남아 있다.

## 해석
연오랑과 세오녀 설화는 《수이전》에 원전을 두고 있었다고 여겨지나 《수이전》은 현재 전하지 않는다. 연오랑과 세오녀 부부의 일본 도래는 아달라왕대 신라에 있던 일부 정치세력 집단의 일본 이주를 뜻한다고 주장하기도 한다. 일본에 있는 비슷한 신화로 일본서기, 고서기의 천일창(아메노히보코) 신화와 가야 왕자 쓰누가 아라시토 신화가 있다.

## 참고 문헌
- 채미하, 『신라 국가제사와 왕권』 도서출판 혜안, 2008

## 같이 보기
- 진구 황후
- 귀신고래
- 아달라 이사금
- 천일창
- 민담
- 설화
- 전설